# Microstylum gigas
Microstylum gigas là một loài ruồi trong họ Asilidae. Microstylum gigas được Wiedemann miêu tả năm 1821. Loài này phân bố ở vùng nhiệt đới châu Phi.